# Fernando de Oliveira
Fernando Otávio da Rosa Borges de Oliveira (Recife, 1 de março de 1932 — Recife, 23 de novembro de 2020) foi ator, autor e diretor teatral e compositor brasileiro.
Filho de Valdemar de Oliveira e Diná de Oliveira e irmão de Reinaldo de Oliveira, colaborava com o irmão na condução do Teatro de Amadores de Pernambuco e sua casa de espetáculos, o Teatro Valdemar de Oliveira.

## Peças escritas
- Valdemar vivo
- Geninha 80 anos? Não acredito
- Paz, nossa arma
- Frevo, Capoeira e Passo (em coautoria com Reinaldo de Oliveira)

## Adaptações
- Bob&Bobete (Valdemar de Oliveira)[1]
- Terra @dorada (Valdemar de Oliveira)[1]

## Atuações
- A dama da madrugada (Alejandro Casona)
- Escola de Maridos
- Nossa cidade
- Pais e Filhos
- Panorama visto da ponte
- Frevo, Capoeira e Passo
- Terra Adorada
- Mundo Submerso em luz e som
- Farsa e Justiça do Corregedor
- Ave Maria...goool (Reinaldo de Oliveira)
- A Promessa
- Bob&Bobete

## Composições
Compôs várias músicas:
- São José do Ribamar (samba-enredo)[nota 1]
- Carnaval sensacional (frevo-canção)
- Onde andará Maria? (frevo de bloco, em parceria com o irmão e os pais)
- Tome frevo pela proa (em parceria com Demócrito Laurindo)
- Ela sabe (frevo-canção, em parceria com Gildo Branco)
- É o mesmo bloco, Edgar (frevo de bloco)
- Ciranda do amor
- Tristeza, me esqueça
- Pão, pão, queijo, queijo
- Tristeza foi o diabo que inventou
- Bloco do cabelo branco
- Festa barata (em parceria com Diná de Oliveira)
- Vam'bora (em parceria com René Barbosa.

## Outras atividades
Antes de ingressar no teatro, fez curso de aviação e foi piloto comercial.
Foi comerciante e incorporador imobiliário.